# Brixia venulosa
Brixia venulosa är en insektsart som beskrevs av Williams 1975. Brixia venulosa ingår i släktet Brixia och familjen kilstritar. Inga underarter finns listade i Catalogue of Life.